# Chúng ta (phim 2019)
Chúng ta (tựa tiếng Anh: Us) là một bộ phim điện ảnh kinh dị Mỹ của đạo diễn kiêm biên kịch và nhà sản xuất Jordan Peele. Dàn diễn viên chính trong phim bao gồm Lupita Nyong'o, Winston Duke, Shahadi Wright Joseph, Evan Alex, Tim Heidecker và Elisabeth Moss.
Dự án được công bố lần đầu tiên vào tháng 2 năm 2018 và hầu hết các diễn viên của phim đều được xác nhận tham gia vào mùa hè cùng năm. Peele chịu trách nhiệm sản xuất bộ phim cùng với Jason Blum, Sean McKittrick, và Ian Cooper. Phim được bấm máy từ tháng 7 tới tháng 10 năm 2018 tại California, chủ yếu tại Los Angeles, Pasadena và Santa Cruz.
Chúng ta có buổi chiếu ra mắt công chúng tại sự kiện South by Southwest vào ngày 8 tháng 3 năm 2019, và được hãng Universal Pictures phát hành rộng rãi tại các rạp chiếu của Mỹ vào ngày 22 tháng 3 năm 2019. Tại Việt Nam, phim được ra mắt cùng ngày với Mỹ. Chúng ta nhanh chóng đạt được thành công lớn về mặt thương mại với doanh thu hơn 253 triệu USD trên toàn cầu so với kinh phí làm phim 20 triệu USD, đồng thời nhận được đánh giá tích cực từ các nhà chuyên môn cho chỉ đạo diễn xuất và biên kịch của Peele cũng như phần nhạc nền và diễn xuất của nữ diễn viên Lupita Nyong'o.

## Nội dung
"Người mẹ (Lupita Nyong'o) và người bố (Winston Duke) đưa con mình tới ngôi nhà bên bãi biển với ý định thư giãn với bạn bè (Tim Heidecker và Elisabeth Moss). Nhưng khi màn đêm buông xuống, sự bình yên nhanh chóng bị xé nát, nhường chỗ cho căng thẳng và hỗn loạn vì một nhóm khách không mời mà đến".— Universal Pictures

Vào năm 1986, cô bé Adelaide Thomas đi nghỉ cùng bố mẹ ở bờ biển Santa Cruz. Cô bé một mình đi lang thang và bước vào một nhà gương, nơi cô bé bắt gặp một doppelgänger (người song trùng - nhân bản) của chính mình. Sau đó, Adelaide đoàn tụ với bố mẹ, mặc dù bị chấn thương và không thể nói về trải nghiệm của mình.
Vào thời điểm hiện tại, Adelaide đã là bà mẹ hai con đến ngôi nhà bên bờ biển của gia đình cô cùng với người chồng Gabriel "Gabe" Wilson và các con của họ, Zora và Jason. Trong khi gia đình Wilson đang ở bãi biển cùng với những người bạn của họ là gia đình Tyler thì Adelaide bị phân tâm bởi một loạt những sự trùng hợp kỳ lạ. Jason đi lang thang và nhìn thấy một người lạ mặt rỉ máu. Adelaide nhận thấy sự vắng mặt của con mình và hoảng loạn, cuối cùng cô đòi hủy bỏ chuyến đi chơi sau khi tìm thấy Jason.
Bị kích động bởi các sự kiện trong ngày, Adelaide thú nhận chấn thương thời thơ ấu của cô với Gabe và nói rằng cô muốn rời đi. Trước khi mọi thứ được thực hiện, ngôi nhà đột ngột cúp điện và họ thấy một nhóm bốn người mặc áo liền quần màu đỏ đang đứng im lặng bên ngoài ngôi nhà. Gabe cố gắng đối đầu với những kẻ xâm nhập, nhưng chúng đã tấn công và đột nhập thành công. Sau đó, chúng tiết lộ rằng chúng là doppelgänger của nhà Wilson và tự gọi chính mình là "The Tethered". Cả gia đình bị chia cắt. Gabe bị nhân bản của chính mình Abraham bắt ra ngoài hồ. Zora bị Umbrae truy đuổi. Jason bị bắt "chơi" với Pluto. Và Adelaide bị còng tay vào bàn bởi Red. Zora dùng người hàng xóm của mình để tạo cơ hội chạy trốn khi Umbrae giết chết người đàn ông đó. Gabe lừa Abraham và giết chết hắn bằng chân vịt của chiếc thuyền. Jason dụ và nhốt Pluto vào trong tủ quần áo. Sau mọi nỗ lực, Adelaide thoát ra được và cuối cùng cả gia đình Wilson đã chạy trốn khỏi nhóm người áo đỏ.
Khi gia đình Wilson đến lánh nạn ở nhà người bạn Tyler thì phát hiện ra cả gia đình Tyler đã bị giết bởi nhân bản của chính họ. Sau khi gia đình Wilson giết chết tất cả nhân bản của nhà Tyler thì thấy trên tivi đưa tin hàng triệu nhân bản khác đã và đang tàn sát tất cả bản gốc của chúng ngoài đời thật. Khi ra khỏi nhà Tyler, nhà Wilson phát hiện ra nhân bản của họ đã theo họ đến tận đây. Umbrae tấn công họ nhưng bị chiếc xe hất văng vào trong rừng và chết.
Gia đình Wilson ra bờ biển thấy xe của họ bị đốt cháy nằm ở giữa đường. Pluto đang đặt bẫy để hại gia đình họ cùng với xăng và que diêm. Jason điều khiển Pluto bước vào lửa khiến nó bị chết cháy. Red sau đó bắt cóc Jason. Để Gabe và Zora ở lại, Adelaide truy đuổi Red đến nhà gương và phát hiện ra một đường hầm bí mật bên trong tường, nó dẫn cô xuống lòng đất đầy những con thỏ, và Red đang ở đó.
Red giải thích rằng The Tethered là những bản sao do chính phủ tạo ra để kiểm soát bản gốc của chúng ở mặt đất bên trên. Khi thí nghiệm thất bại, chính phủ đã bỏ mặc những bản sao dưới lòng đất suốt nhiều thế hệ, chúng bắt chước hành động của bản gốc trong vô thức cho đến khi Red kêu gọi tất cả thoát ra và trả thù. Red và Adelaide đánh nhau, kết quả là Adelaide giết chết Red, giải cứu Jason đang bị nhốt trong tủ.
Adelaide chở gia đình cô đi trên chiếc xe cứu thương, cô nhớ lại đêm đầu tiên cô gặp bản sao của mình trong nhà gương. Red đã bóp cổ Adelaide đến bất tỉnh, xích cô dưới lòng đất, đánh cắp thân phận của Adelaide ở thế giới bên trên. Điều này tiết lộ rằng Adelaide hiện tại chính là Red, còn Red vừa bị giết chính là Adelaide. Trong khi đó những người bản sao đang nắm tay nhau nối thành hàng người dài khắp nước Mỹ.

## Diễn viên
- Lupita Nyong'o vai Adelaide Wilson / Red
  - Madison Curry vai Adelaide Wilson / Red (lúc nhỏ)
  - Ashley McKoy vai Adelaide Wilson / Red (lúc thiếu niên)
- Winston Duke vai Gabriel "Gabe" Wilson / Abraham
- Shahadi Wright Joseph vai Zora Wilson / Umbrae
- Evan Alex vai Jason Wilson / Pluto
- Yahya Abdul-Mateen II vai Russel Thomas / Wayland
- Anna Diop vai Rayne Thomas / Eartha
- Tim Heidecker vai Josh Tyler / Tex
- Elisabeth Moss vai Kitty Tyler / Dahlia
- Cali Sheldon vai Becca Tyler / Io
- Noelle Sheldon vai Lindsey Tyler / Nix

## Sản xuất
Tháng 2 năm 2018, đạo diễn Jordan Peele nói trong một cuộc phỏng vấn rằng anh đang viết kịch bản cho một bộ phim mà anh sẽ bấm máy cho hãng phim Universal Pictures vào năm sau. Tháng 5 năm 2018, tên của bộ phim lộ diện: Us. Thông tin cho rằng Lupita Nyong'o, Winston Duke, và Elisabeth Moss sẽ đóng vai chính trong phim. Vào tháng 7 năm 2018, Tim Heidecker, Yahya Abdul-Mateen II và Anna Diop gia nhập dàn diễn viên. Ngoài ra, lúc đầu của chính sản xuất, phần còn lại của các diễn viên đã được công bố. Vào tháng 9 năm 2018, Duke Nicholson, cháu trai của Jack Nicholson, gia nhập dàn diễn viên trong phim đầu tay của mình.
Công đoạn sản xuất bắt đầu vào ngày 30 tháng 7 năm 2018 ở California.